# Mendel Szajnfeld
Mendel Szajnfeld, auch Schainfeld, (* 2. August 1922 in Sosnowiec, Polen; † 21. Mai 2000 in Oslo, Norwegen) war ein polnisch-norwegischer Holocaust-Überlebender. Als Zeitzeuge des Holocausts hielt er die Erinnerung daran durch Erzählungen in Schulen und in den polnischen KZ-Gedenkstätten wach.

## Leben
Mendel Szajnfeld war Sohn eines Mühlenarbeiters und das jüngste von sieben Geschwistern; er wuchs in Łysowiec, östlich von Krakau, auf. Im Alter von 15 Jahren begann er eine Lehre als Schuster, wechselte aber später zur Tätigkeit eines Metallarbeiters. Nach der deutschen Besetzung Polens im September 1939 wurde er mit seiner Familie in ein Ghetto eingewiesen. Dort lernte er von seinem Vater die deutsche Sprache. Am 10. April 1941 wurde Mendel Szajnfeld mit anderen jungen und unverheirateten Männern aus dem Ghetto ausgewiesen und mit dem Zug zum Arbeitslager Rakowicki nahe bei Krakau deportiert. Im Juli 1943 folgte seine Deportation in das Arbeitslager und spätere KZ Płaszów. Nach seiner Flucht am 23. Januar 1945, die durch das Herannahen der Roten Armee möglich wurde, fand er keinen Verwandten mehr in seinem Heimatort vor. Er verließ Polen und musste noch weitere zwei Jahre in einem bayerischen Flüchtlingslager bei Bamberg verbringen.
Szajnfeld wanderte im Mai 1947 nach Norwegen aus und lebte danach in Oslo. Er wurde Metallarbeiter bei der Firma Thune und heiratete die Norwegerin Olfried. 1957 erhielt er die norwegische Staatsbürgerschaft. Zunehmend litt er unter gesundheitlichen Einschränkungen und Spätschäden infolge seiner KZ-Haft und wurde immer häufiger krank. 1971 reiste er noch einmal in die Bundesrepublik Deutschland, um beim Münchner Entschädigungsamt eine Erhöhung seiner Rente zu beantragen. Der deutsche Dokumentarfilmer Hans-Dieter Grabe begleitete ihn während der Zugfahrt und machte dabei ein Filmporträt über ihn. Da ihm die Ärzte wegen seiner schlechten gesundheitlichen Verfassung Anfang der 1970er-Jahre keine guten Prognosen gestellt hatten, war Grabe von der Nachricht überrascht, dass Szajnfeld nach über 25 Jahren immer noch lebte. Daraufhin erstellte Grabe im Sommer 1998 in drei Wochen eine weitere Dokumentation: Mendel lebt – Wiederbegegnung mit Mendel Szajnfeld. Darin wird unter anderem gezeigt, wie Szajnfeld als Zeitzeuge des Holocausts norwegische Reisegruppen zu den KZ-Gedenkstätten nach Polen begleitete.

## Publikation
- Mendel Szajnfeld: Fortell hva som skjedde med oss. Erindringer fra Holocaust. („Erzähl, was mit uns geschehen ist. Erinnerungen an den Holocaust.“) Gyldendal, Oslo 1993, ISBN 82-05-21904-4, 289 S.; Mendel Szajnfelds minnefond, 2003, ISBN 82-303-0005-4.
- Mendel Szajnfeld: Erzähl, was mit uns geschehen ist! Erinnerungen an den Holocaust. Aus dem Norwegischen übersetzt und mit einem Nachwort versehen von Elisabeth Turvold. Herausgegeben von Sascha Feuchert, Markus Roth und Kristine Tromsdorf. Metropol, Berlin 2016, ISBN 3-86331-275-9.

## Filme
- Mendel Schainfelds zweite Reise nach Deutschland. Dokumentarfilm, BR Deutschland, 1972, 43 Min., Buch und Regie: Hans-Dieter Grabe, Produktion: ZDF
- Mendel lebt – Wiederbegegnung mit Mendel Szajnfeld. Dokumentarfilm, BR Deutschland, 1999, 99 Min., Buch und Regie: Hans-Dieter Grabe, Produktion: ZDF
 Der Film wurde 1999 mit dem ARTE-Dokumentarfilmpreis ausgezeichnet.[2]